# Пенталогія
Пенталогія  — літературний, музичний або кінематографічний твір, що складається з п'яти самостійних частин, але об'єднаних діючими героями, спільною ідеєю і сенсом. В англійській мові часто замінюється словом «квінтет». Також зустрічається і серед відеоігор.

## Відомі пенталогії

### Кіно
- «Місія нездійсненна» (серія фільмів) (англ. Mission: Impossible):

1. «Місія нездійсненна» (англ. Mission: Impossible) (1996),
2. Місія нездійсненна 2 (англ. Mission: Impossible II) (2000),
3. Місія нездійсненна 3 (англ. Mission: Impossible 3) (2006),
4. Місія нездійсненна: Протокол «Фантом» (англ. Mission: Impossible – Ghost Protocol) (2011),
5. Місія нездійсненна: Нація ізгоїв (англ. Mission Impossible: Rogue Nation) (2015)

- Оригінальна серія фільмів за романом П'єра Буля «Планета мавп» (фр. La Planète des Singes):

1. «Планета мавп (фільм, 1968)»,
2. «Під планетою мавп»,
3. «Втеча з планети мавп»,
4. «Завоювання планети мавп»,
5. «Битва за планету мавп».